# Малки Българени
Малки Българени е село в Северна България. То се намира в община Дряново, област Габрово.

## География
Село Малки Българени се намира в планински район.